# Händene socken
Händene socken i Västergötland ingick i Skånings härad, ingår sedan 1971 i Skara kommun och motsvarar från 2016 Händene distrikt.
Socknens areal är 23,07 kvadratkilometer varav 23,01 land. År 2000 fanns här 301 invånare. Kyrkbyn Händene med sockenkyrkan Händene kyrka ligger i socknen.

## Administrativ historik
Socknen har medeltida ursprung. 
Vid kommunreformen 1862 övergick socknens ansvar för de kyrkliga frågorna till Händene församling och för de borgerliga frågorna bildades Händene landskommun. Landskommunen uppgick 1952 i Ardala landskommun som 1971 uppgick i Skara kommun. Församlingen uppgick 2006 i Ardala församling.
1 januari 2016 inrättades distriktet Händene, med samma omfattning som församlingen hade 1999/2000.  
Socknen har tillhört län, fögderier, tingslag och domsagor enligt vad som beskrivs i artikeln Skånings härad. De indelta soldaterna tillhörde Skaraborgs regemente, Skånings kompani och Västgöta regemente, Livkompaniet.

## Geografi
Händene socken ligger närmast nordväst om Skara. Socknen är en odlad slättbygd med skog i väster.

## Fornlämningar
Lösfynd från stenåldern har påträffats.

## Namnet
Namnet skrevs 1339 Händini och kommer från kyrkbyn. Efterleden är vin, 'betesmark; äng'. Förleden är hand och syftar på en fingerliknande terrängformation vid kyrkan.